# Family Day
L'espressione Family Day (letteralmente, dall'inglese, «giornata della famiglia») indica diverse dimostrazioni organizzate, prevalentemente in Italia, da gruppi e associazioni cattoliche in opposizione all'estensione dei diritti alle coppie omosessuali a cavallo degli anni duemila e duemiladieci.
La dimostrazione eponima si tenne il 12 maggio 2007 a Roma in piazza San Giovanni in Laterano su iniziativa del forum cattolico delle associazioni familiari per protesta contro il disegno di legge del governo Prodi noto come DICO (Diritti e doveri delle persone stabilmente conviventi), che intendeva riconoscere giuridicamente le convivenze stabili tra coppie sia etero- che omosessuali.
Da allora il termine è usato in ambito giornalistico per indicare in generale quelle manifestazioni, organizzate da cattolici in Italia e in Spagna, aventi per oggetto il contrasto all'estensione di alcune facoltà e diritti sia a coppie eterosessuali conviventi che omosessuali.

## Family Day 2007

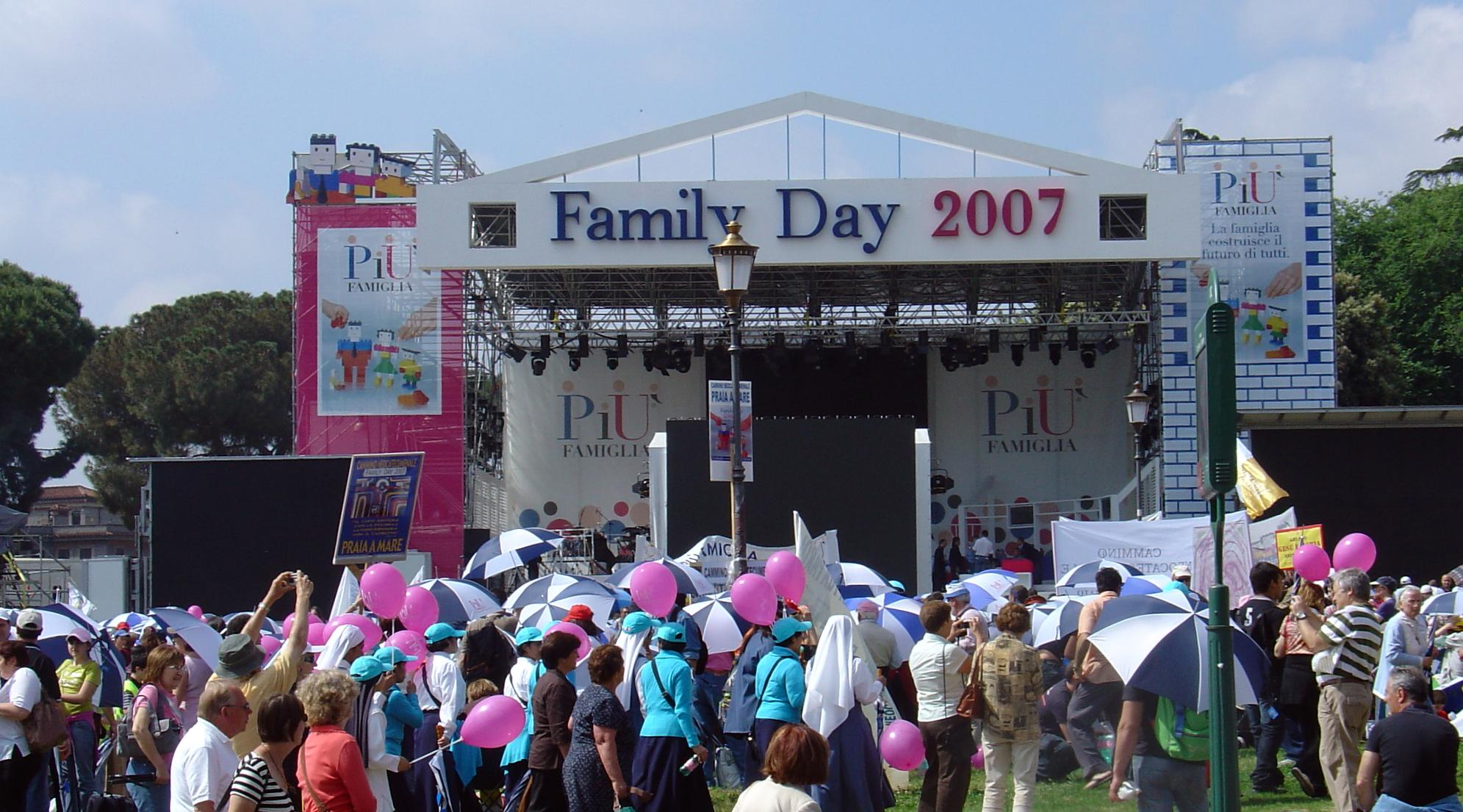
Il palco del Family Day 2007 a piazza san Giovanni

A febbraio 2007 il consiglio dei ministri del governo Prodi II aveva varato il disegno di legge noto come DICO (Diritti e doveri delle persone stabilmente conviventi) teso a riconoscere giuridicamente le convivenze stabili tra coppie eterosessuali o omosessuali e ad attribuire loro diritti e doveri di natura assistenziale, abitativa, lavorativa, previdenziale e successoria.
Contro tale d.d.l. era sorto un acceso dibattito, orchestrato da ambienti vaticani decisamente contrari a qualsiasi concessione alle coppie omosessuali, che aveva trovato sponda nella componente cattolica sia dell'opposizione che della maggioranza di governo.
Un manifesto congiunto sottoscritto il 19 marzo 2007 da vari gruppi cattolici (forum delle associazioni familiari, Comunione e Liberazione, neocatecumenali, Movimento per la Vita) propagandava il concetto di famiglia come «fondata sull'unione stabile di un uomo e una donna, aperta a un'ordinata generazione naturale, dove i figli nascono e crescono in una comunità d'amore e di vita, dalla quale possono attendersi un'educazione civile, morale e religiosa» e, per effetto di ciò, i suoi firmatari chiedevano al Parlamento l'adozione di «un progetto organico e incisivo di politiche sociali in favore della famiglia: per rispetto dei principi costituzionali, per prevenire e contrastare dinamiche di disgregazione sociale, per porre la convivenza civile sotto il segno del bene comune».
La dimostrazione che fece seguito al manifesto, tesa a mantenere lo status quo relativamente all'istituto del matrimonio civile, fu intesa come una risposta al governo Prodi sui DICO.
Il presidente del forum delle associazioni familiari Giovanni Giacobbe e i portavoce della manifestazione — l'ex segretario generale della CISL Savino Pezzotta e la giornalista Eugenia Roccella, ambedue eletti parlamentari l'anno successivo — negarono a più riprese che il Family Day fosse una manifestazione antigovernativa e ne sottolinearono altresì il carattere popolare, ufficialmente «a difesa della famiglia così indicata nella nostra Costituzione».
Pur non disconoscendo la necessità di dare risposte a nuovi bisogni, come la regolamentazione delle coppie di fatto, lo stesso Pezzotta aggiunse che le soluzioni ai diritti individuali potevano, a suo dire, essere raggiunte «attraverso la contrattualistica privata ed eventuali interventi sul codice civile».
Nonostante le sigle organizzatrici dell'evento non fossero formalmente legate alla gerarchia cattolica, le parrocchie, su invito della Conferenza Episcopale Italiana, svolsero attività di propaganda politica per incentivare la partecipazione al Family Day, che fu messo in calendario per il 12 maggio successivo.

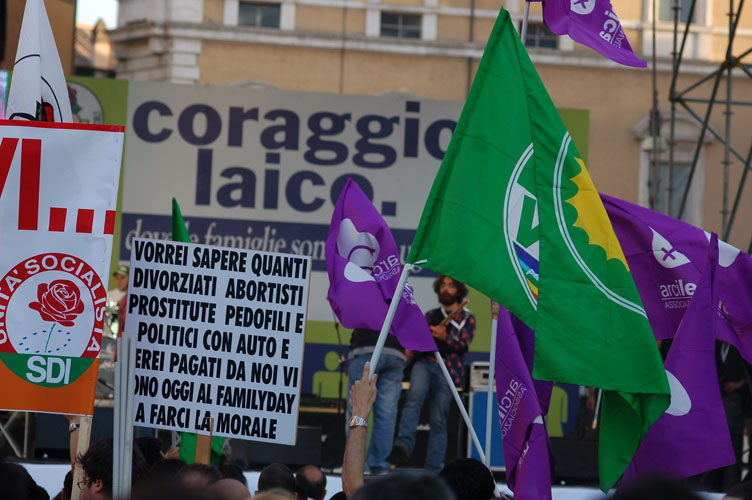
Un'immagine di Coraggio laico, svoltosi in contemporanea al Family Day

In contemporanea, su iniziativa congiunta della Rosa nel Pugno, Socialisti Italiani e organizzatori locali come l'UAAR, i DS, No-God, Arcigay e i movimenti cristiani non cattolici, fu organizzata una contro-manifestazione da tenersi a piazza Navona nota come Coraggio laico, che ricevette adesioni da esponenti del mondo della cultura, dello spettacolo e dell'editoria come Giorgio Albertazzi, Marco Bellocchio, Eugenio Bennato, Candido Cannavò, Luciano De Crescenzo, Milva e altri mentre sul fronte del Family Day spiccò la defezione all'ultimo momento della cantante genovese, ex Matia Bazar, Antonella Ruggiero, che motivò il rifiuto di prendere parte alla manifestazione cattolica in quanto in contrasto con i suoi principi di eguaglianza e rispetto delle libertà personali.
Dopo alcune voci contrastanti, giunse all'Arcigay anche l'assicurazione formale del rabbino capo di Roma Riccardo Di Segni della non adesione della comunità ebraica al Family Day; questo, unito alla mancata presenza di politici cattolici più possibilisti verso i DICO come Rosy Bindi, confinò culturalmente l'evento all'area cattolica avversa a qualsivoglia concessione civile contrastante con gli insegnamenti dottrinari in tema familiare.
Furono circa duecento le sigle, quasi interamente di matrice cattolica, che aderirono ufficialmente al Family Day.
Il presidente della Conferenza Episcopale Italiana Angelo Bagnasco chiese ai vescovi italiani di non partecipare al fine di non connotare politicamente e religiosamente la dimostrazione, ma lasciò libertà ai parroci di prendervi parte.
Cospicua fu l'adesione da parte delle organizzazioni politiche: vi presero parte tutti i partiti della Casa delle Libertà, sia pure senza bandiere, e, a titolo personale, anche alcuni esponenti dell'Unione (principalmente quelli della Margherita e alcuni politici dei DS), inclusi i ministri in carica Giuseppe Fioroni e Clemente Mastella.
Le Ferrovie dello Stato avevano messo a disposizione dei partecipanti al Family Day alcune agevolazioni tariffarie per raggiungere Roma, convenzione non attivata per Coraggio laico; polemicamente, per denunciare la mancanza di par condicio, gli esponenti dei Radicali Italiani suggerirono ai partecipanti a quest'ultima manifestazione di compilare il modulo delle Ferrovie riservato ai partecipanti al Family Day e di usufruire quindi dello sconto a essi riservato.
A fronte del milione di manifestanti rivendicato dagli organizzatori del Family Day, i dati ufficiali della Questura di Roma stimarono una partecipazione di circa 200-250 000 persone; Coraggio laico, condotto dal palco di Piazza Navona da Alessandro Cecchi Paone, invece, dichiarò circa 10 000 partecipanti, cifra mai confutata dalle autorità di pubblica sicurezza.
Posteriormente al Family Day la discussione parlamentare del disegno di legge sui DICO fu di fatto accantonata in quanto apparve chiaro che il provvedimento non avrebbe trovato consenso sufficiente in Parlamento e avrebbe messo a rischio la tenuta del governo.
Successivamente, a luglio 2007, il presidente della commissione giustizia alla Camera, il DS Cesare Salvi, presentò un nuovo disegno di legge che trovasse un maggiore consenso all'interno della maggioranza, che prevedeva il riconoscimento delle unioni civili con una nuova denominazione (Contratto di Unione Solidale) e diverse caratteristiche.
Anche tale testo tuttavia, complice la fine prematura della legislatura, non completò mai l'iter parlamentare e, di fatto, la materia subì un rallentamento di quasi  dieci anni.

## Family Day 2015 e 2016
Fu a metà del decennio seguente che l'espressione Family Day tornò in auge, ancora una volta a opera di organizzazioni a orientamento religioso tradizionalista in opposizione a quello che divenne noto giornalisticamente come «DDL Cirinnà» dal nome di Monica Cirinnà, la senatrice del Partito Democratico che presentò un disegno di legge nel corso della XVII legislatura dal titolo Regolamentazione delle unioni civili tra persone dello stesso sesso e disciplina delle convivenze che si avviava, a differenza dei DICO di due legislature addietro, a raggruppare un considerevole consenso parlamentare anche da parte di alcuni esponenti di centro-destra.
Benché con lo stesso nome di otto anni prima, il Family Day 2015 aveva, rispetto al precedente, differenti premesse e organizzatori.
La gerarchia ecclesiastica evitò formalmente e sostanzialmente qualsiasi coinvolgimento nell'iniziativa, che fu in capo a isolati soggetti, tra cui l'ex deputato democratico Mario Adinolfi, il medico Massimo Gandolfini, organizzazioni come le Sentinelle in Piedi, ancora il Movimento per la Vita e altri, che oltre a opporsi al DDL Cirinnà denunciavano le politiche di contrasto all'omofobia in ambito scolastico, da loro accusate di essere una non meglio specificata propaganda alla diffusione di «Teoria del gender» tendente a privare i bambini di  cosiddetti riferimenti di genere, a detta degli organizzatori del Family Day insostituibili per il loro sviluppo psichico.
Nonostante la matrice cattolica dell'evento, partecipò anche l'imam di Centocelle (quartiere periferico della Capitale).
Di Segni, che come otto anni prima era accreditato della presenza, intervenne solo con un messaggio registrato nel quale invitava a essere rispettosi di tutte le differenze e sensibilità.
Gli organizzatori dichiararono che l'evento era stato partecipato da un milione di manifestanti laddove la Polizia ne attestò meno di duecentomila.
La più grossa polemica fu generata dalle parole dello spagnolo Kiko Argüello (fondatore dei neocatecumenali) che si profuse in quello che fu visto come un apologo del femminicidio e una critica al divorzio in quanto causa di violenze familiari da parte maschile: «Ma se la moglie lo abbandona [il marito] e se ne va con un'altra donna quest'uomo può fare una scoperta inimmaginabile, perché questa moglie gli toglie il fatto di essere amato, e quando si sperimenta il fatto di non essere amato allora questo richiama l'inferno. Quest'uomo sente una morte dentro così profonda che il primo moto è ucciderla».
L'incidente mediatico, che trovò critiche anche in Vaticano, fu attribuito al nervosismo del cattolicesimo più conservatore per la consapevolezza di avere meno appoggi politici rispetto al Family Day del 2007 quando la mobilitazione provocò di fatto l'abbandono dei DICO.
Nonostante la manifestazione, infatti, il DDL Cirinnà proseguì l'iter parlamentare.
Proprio a seguito del licenziamento del testo in commissione Affari Sociali e l'arrivo al Senato per la prima lettura e votazione gli stessi Adinolfi e Gandolfini indissero un nuovo Family Day per l'inizio del 2016 in concomitanza della discussione parlamentare; la data scelta fu il 30 gennaio e la sede il Circo Massimo destinato, secondo gli organizzatori, a raccogliere più manifestanti di piazza San Giovanni.
In virtù del crescente favore che il DDL Cirinnà stava riscuotendo, alcuni osservatori come il giornalista Giuseppe Caldarola opinarono che il Family Day avesse valore più per misurare i rapporti di forza all'interno del mondo cattolico che non per cercare di impedire l'approvazione di una legge laica.
In effetti alcuni intellettuali conservatori cattolici, come Antonio Socci, erano molto critici verso il nuovo papa Francesco per lo scarso interventismo che stava dimostrando, contrapponendolo a quello del precedente pontefice Benedetto XVI, il quale dal soglio era uso interferire nelle questioni interne italiane incoraggiando i manifestanti a protestare contro legislazioni favorevoli agli omosessuali.
Il 30 gennaio si tenne la manifestazione la cui affluenza, secondo quanto Massimo Gandolfini proclamò dal palco degli oratori, ammontava a «due milioni» di persone.
Tale stima, oltre a generare ironie, non fu confermata dalla Questura e fu giornalisticamente smontata da calcoli effettuati all'impronta: la superficie del Circo Massimo infatti è di circa 85000 m² e, considerando una media di 4 persone a metro quadrato, può al più contenerne 340000 o, come nel caso del Family Day, anche meno, perché parte del Circo Massimo era interessato all'epoca da lavori.
La stima di Gandolfini fu paragonata anche al dato delle presenze ‒ veritiero in quanto a fronte di biglietti venduti ‒ sulla stessa area al concerto dei Rolling Stones del giugno 2014, circa 71000 spettatori.
Tale più recente Family Day comunque non sortì l'effetto sperato dai suoi promotori perché il DDL Cirinnà fu votato dapprima al Senato e successivamente alla Camera e promulgato a maggio 2016; Adinolfi, con uno strappo politico rispetto al movimento da lui creato con Gandolfini, fondò il Popolo della Famiglia, partito politico con il quale manifestò l'intenzione di presentarsi alle elezioni amministrative del 5 giugno successivo facendo seguito a una sua precedente dichiarazione in cui affermava che «I cattolici dentro i partiti hanno fallito» e ravvisando la necessità di una formazione politica che dovesse fare qualcosa di diretto per la famiglia, a suo dire non tutelata dai partiti tradizionali.
Adinolfi, nelle successive elezioni, prese meno di 7800 voti come candidato sindaco di Roma (0,6%) e più in generale il Popolo della Famiglia non raggiunse l'1% a livello nazionale.

## Family Day in Spagna
L'espressione fu usata dalla stampa italiana anche per indicare le manifestazioni organizzate dalla Conferenza episcopale spagnola a Madrid il 18 giugno 2005, il 30 dicembre 2007 e il 27 dicembre 2009 per protestare contro le politiche del primo ministro socialista José Luis Rodríguez Zapatero, in particolare in tema di divorzio e di matrimoni tra persone dello stesso sesso.